# Edgard Viseur
Edgard Viseur, född 10 april 1905, var en friidrottare från Belgien. Han deltog vid olympiska sommarspelen 1928.